# Grantessa
Grantessa é um gênero de esponja marinha da família Heteropiidae.

## Espécies
- Grantessa ampullae Hozawa, 1940
- Grantessa anisactinia Borojevic & Peixinho, 1976
- Grantessa basipapillata Hozawa, 1916
- Grantessa boomerang (Dendy, 1892)
- Grantessa compressa (Carter, 1886)
- Grantessa erecta (Carter, 1886)
- Grantessa erinacea (Carter, 1886)
- Grantessa flamma (Poléjaeff, 1883)
- Grantessa glabra Row, 1909
- Grantessa glacialis (Haeckel, 1870)
- Grantessa gracilis (Haeckel, 1872)
- Grantessa hirsuta (Carter, 1886)
- Grantessa hispida Dendy, 1892
- Grantessa intusarticulata (Carter, 1886)
- Grantessa kuekenthali (Breitfuss, 1896)
- Grantessa lanceolata (Breitfuss, 1898)
- Grantessa mitsukurii Hozawa, 1916
- Grantessa murmanensis (Breitfuss, 1898)
- Grantessa nemurensis Hozawa, 1929
- Grantessa nitida (Arnesen, 1900)
- Grantessa pelagica (Ridley, 1881)
- Grantessa pluriosculifera (Carter, 1886)
- Grantessa poculum (Poléjaeff, 1883)
- Grantessa polyperistomia (Carter, 1886)
- Grantessa preiwischi Dendy & Row, 1913
- Grantessa ramosa (Haeckel, 1872)
- Grantessa rarispinosa Borojevic, 1967
- Grantessa sacca Lendenfeld, 1885
- Grantessa sagamiana Hozawa, 1916
- Grantessa shimeji Hozawa, 1916
- Grantessa shimoda Tanita, 1942
- Grantessa sibogae Burton, 1930
- Grantessa spissa (Carter, 1886)
- Grantessa sycilloides (Schuffner, 1877)
- Grantessa thompsoni (Lambe, 1900)